# NGC 996
NGC 996 is een elliptisch sterrenstelsel in het sterrenbeeld Andromeda. Het hemelobject werd op 7 december 1871 ontdekt door de Franse astronoom Édouard Jean-Marie Stephan.

## Synoniemen
- PGC 10015
- UGC 2123
- MCG 7-6-45
- ZWG 539.64